# Astrid Cleve
Astrid M. Cleve von Euler (22.1.1875 - 8.4.1968) là một nhà thực vật học, địa chất học, hóa học, người Thụy Điển đồng thời là nhà nghiên cứu ở Đại học Uppsala. Bà là phụ nữ Thụy Điển đầu tiên đậu bằng tiến sĩ khoa học.

## Cuộc đời & Sự nghiệp
Astrid Cleve là con gái của giáo sư kiêm hóa học gia Per Teodor Cleve và bà Alma Öhbom. Bà học ở nhà, rồi vào Đại học Uppsala năm 1891 học khoa lịch sử tự nhiên. Bà đậu bằng tiến sĩ ngày 27.5.1898 với luận án mang tên Studies on the time of germination and the juvenile stage of some Swedish plants (Nghiên cứu về thời kỳ mọc mầm và giai đoạn non trẻ của một số cây của Thụy Điển). Bà là phụ nữ thứ ba của Thụy Điển làm việc này, và là người phụ nữ đầu tiên trong một ngành khoa học. Từ năm 1898 tới năm 1904, bà làm việc trong Viện Hóa học ở Stockholms högskola (trường cao đẳng Stockholm, sau trở thành Đại học Stockholm), nơi mà thời đó là một viện tư nhân nên có thể thuê phụ nữ làm việc, trái với các trường đại học quốc gia như Đại học Uppsala và Đại học Lund (không tuyển dụng phụ nữ).
Tại đây, bà gặp nhà hóa sinh học người Thụy Điển gốc Đức sau này là người đoạt giải Nobel Hans von Euler-Chelpin. Họ kết hôn năm 1902 và bà mang tên Astrid Cleve von Euler.
Bà làm phụ tá cho chồng (họ đã xuất bản chung quyển hóa học hữu cơ) và nuôi dạy 5 người con, một trong số đó sau này trở thành nhà sinh lý học đoạt giải Nobel là Ulf von Euler. Cuộc hôn nhân này tan vỡ năm 1912.
Từ năm 1911 tới năm 1917, Astrid Cleve làm giáo viên ở Stockholm và từ 1917-1923 bà làm trưởng một phòng thí nghiệm khai thác mỏ. Sau đó bà chuyển về sinh sống ở làng quê, điều hành một nông trại và dạy tư các sinh viên. Trong thập niên 1930, bà trở lại Đại học Uppsala và Viện Địa chất học kỷ thứ tư (Institution of Quaternary Geology). Năm 1955 bà được chính phủ Thụy Điển bổ nhiệm chức giáo sư trên danh nghĩa (titular professor).
Là một nhà khoa học, bà đã nghiên cứu nhiều đề tài sinh học, địa chất học kỷ thứ tư và hóa học. Bà trở thành chuyên gia hàng đầu thế giới về các tảo cát (diatoms) và đã xuất bản tác phẩm lớn (magnum opus) 5 tập về chúng mang tên: Die Diatomeen von Schweden und Finnland (Về tảo cát ở Thụy Điển và Phần Lan). Công trình đồ sộ này có các thông tin về phương pháp phân loại và sinh thái học của tảo cát ở vùng nước ngọt và nước lợ, cả tảo cát hiện thời lẫn tảo cát hóa thạch.
Một đề tài nghiên cứu quan trọng khác là về sự thay đổi mực nước biển sau thời kỳ băng hà và sự dâng đất lên. Lý thuyết của bà – nay bị bác bỏ – đã bị các nhà địa chất học đương thời cực lực phê phán, như Lennart von Post chẳng hạn. Các tác phẩm nghiên cứu theo lối kinh nghiệm của bà dần dần gặp trở ngại trong việc phổ biến, nên một số quyển bà phải tự bỏ tiền ra in và chấp nhận mọi rủi ro (trong việc tiêu thụ).

## Tác phẩm
- Om recent freshwater diatoms from Lule lappmark in Sweden (1895)
- Studier öfver några svenska växters groningstid och förstärkningsstadium (1898) Avhandling
- Om några finyltriazoler (1899)
- Die diatomeen (1900)
- Bidrag till kännedomen om ytterbium (1901)
- Cyclotella bodanica i Anclussjön.: Skattmansöprofilen ännu en gång (1911)
- Skogsträdens höjdgränser i trakten af Stora sjöfallet (1912)
- Kemien och dess tillämpningar: kortfattad lärobok för den grundläggande undervisningen och för självstudium (1917-1918) Tillsammans med Ingegerd Bergh.
- Petrolium och stenkol (1920)
- Om kondensationer mellan karbonylföreningar och resorcin (resp. orcin) eller floroglucin (1920)
- Några försök att skilja fett- och hartssyrorna i s.k. flytande harts från sulfatfabrikerna (1921)
- Till gyttjornas genetik - Om diatomacévegetationen och dess förändringar i Säbysjön, Uppland, samt några dämda sjöar i Salatrakten (1922) Tillsammans med Hugo Oswald.
- Försök till analys av Nordens senkvartära nivåförändringar (1923) I GFF
- Det underbara grundämnet selen (1925)
- Skalbankar och nivåförändringar i Skagerackområdet (1926) I GFF
- Trä och ved: en översikt av deras biologi, fysik och kemi (1929)
- Studier över Ancylustidens Mellansverige (1930)
- The diatoms of Finnish Lapland (1934)
- Komsakulturens ålder (1936)
- Sundets plankton: sammansättning och fördelning (1937)
- Neolithavet och dess gränser runt Fennoskandia (1937)
- Till mellersta och södra Sveriges postglaciala historia: Fyra uppsatser (1937)
- Bacillariaceen-assoziationen im nördlichsten Finnland (1939)
- Natur und Alter der Strandflächen Finnlands.: Eine spätquartäre Rekonstruktion (1943)
- Till frågan om alkoholjäsningens initialstadier. - Några anmärkningar till B. Hvistendahls jäsningsschema (1945)
- Om den sista landisens bortsmältning från Södra Sverige, den s.k. Baltiska issjön, tappningarna vid Billingen och Degerfors samt Vätterns historia: jämte ett tillägg om norska isgränser (1946)
- Die diatomeen von Schweden und Finnland (1951-1955) (5 band)
- Was war der Svea älv? (1957)
- Deglaciationen i Götaland och "Den baltiska issjön" (1960)
- Istider och människor i Norden (1960)
- Sista biten i puzzlet - slutord i ett par gamla stridsfrågor om skalbankar och landvågor, Nordens geologer tillägnade (1961, 1962)